# Golgota (książka)
Golgota, sekretna podróż między Kościołem a pedofilią (wł. Golgota,Viaggio segreto tra Chiesa e pedofilia)  – książka napisana przez włoskiego dziennikarza śledczego Carmelo Abbate. Pierwsze wydanie zostało opublikowane w lutym 2012 roku nakładem wydawnictwa Piemme.

## Treść
Punktem wyjścia książki są słowa prefekta Kongregacji Nauki Wiary kardynała Williama Levady, który przyznał, że w ostatniej dekadzie liczba zgłaszanych przypadków pedofilii wśród księży „dramatycznie wzrosła”.
Autor idąc za tym przedstawia statystykę, obrazującą rozmiary pedofilii w ciągu ostatnich trzydziestu latach. Zaczynając od pierwszego zgłoszonego do Watykanu przypadku pedofilii popełnionej przez duchownego, skupia się wyłącznie na pedofilii jako przestępstwie popełnianym przez księży.  Nie ogranicza się jednak do Włoch czy Europy. Przybliża fakty ze wszystkich kontynentów. 
Według przedstawionych w książce danych wynika, że w Kościele w Stanach Zjednoczonych zanotowano 4500 przypadków seksualnego wykorzystywania nieletnich. Co przełożyło się na 2,6 miliardów dolarów sumy odszkodowań. Dla porównania, zdaniem autora, w Brazylii o takie same przestępstwa  oskarżonych zostało 1700 księży, a w Irlandii tysiąc duchownych odpowiada za 30 tysięcy aktów pedofilii. 
Abbate w swojej książce tylko nadmienia fakty moralnych zniszczeń jakie na ofiarach wywarły akty pedofilii. Skupia się jednak bardziej na konsekwencjach finansowych dla całego Kościoła, a wynikających z roszczeń poszkodowanych.
Autor zadedykował swoją książkę Benedyktowi XVI.